# Chlorocrambe hastata
Chlorocrambe hastata är en korsblommig växtart som först beskrevs av Sereno Watson, och fick sitt nu gällande namn av Per Axel Rydberg. Chlorocrambe hastata ingår i släktet Chlorocrambe och familjen korsblommiga växter. Inga underarter finns listade i Catalogue of Life.